# اپتیکس
اپتیکس: یا، رساله ای از بازتاب‌ها، انکسارها، انعطاف‌پذیری‌ها و رنگ‌های نور، کتابی است از فیلسوف انگلیسی آیزاک نیوتن ، که به زبان انگلیسی در سال ۱۷۰۴ منتشر شد. (ترجمه علمی لاتین در سال ۱۷۰۶ ایجاد شد) اپتیکس دومین کتاب بزرگ نیوتن در زمینه علوم طبیعی است.